# Uhlířské Janovice
Uhlířské Janovice (in tedesco Kohljanowitz) è una città della Repubblica Ceca facente parte del distretto di Kutná Hora, in Boemia Centrale.